# Хаффа
Хаффа (араб. الحفة‎) — город в Сирии.
Расположен в мухафазе Латакия в 33 км к востоку от её административного центра Латакии.
Численность населения в 2004 году составляла 4298 жителей.